# Водокрасовые
Водокра́совые (лат. Hydrocharitáceae) — семейство растений, к которому принадлежат такие хорошо известные в России водные растения, как Водокрас лягушачий (Hydrocharis morsus-ranae), Телорез обыкновенный (Stratiotes aloides), Элодея канадская (Elodea canadensis), Валлиснерия спиральная (Vallisneria spiralis) и другие.
По состоянию на 2009 год включает 16 родов (см. раздел Роды) и около 150 видов, распространённых почти повсеместно.
Водокрасовые — многолетние, реже однолетние растения, частично или полностью погружённые в воду.

## Ботаническое описание

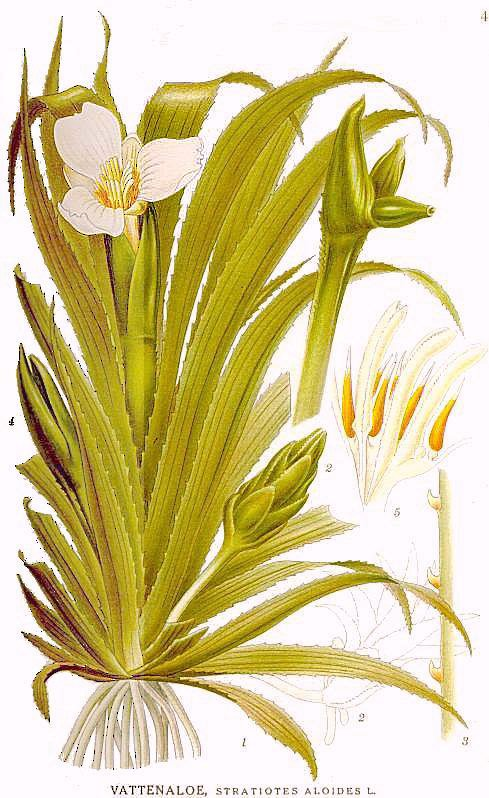
Телорез обыкновенный.

Водокрасовые — растения с ползучим длинным тонким корневищем.
Листья подводные или плавающие в толще воды или торчащие из воды (телорез), с глянцевой листовой пластинкой; могут быть округло-почковидными, округло-сердцевидными, продолговатыми, ланцетными, линейными или лентовидными, с длинными черешками или без черешков, в мутовках по три—четыре (элодея) или собранными в розетки (телорез), по краю остро колючепильчатыми (телорез), цельнокрайными или у верхушки по краю мелкопильчатыми.
Цветки большей частью выдаются над поверхностью воды, с двойным околоцветником, тремя чашелистиками и тремя белоснежными лепестками, однополые, до цветения покрытые прозрачным двулистным чехлом. Завязь нижняя. У валлиснерии пестичные цветки одиночные, на спирально закрученных цветоносах, с трубчатым чехлом (покрывалом) из сросшихся прицветников; тычиночные цветки собраны по нескольку в однолистном плёнчатом покрывале, позже отрывающиеся от растения и всплывающие на поверхность воды, с двумя тычинками; околоцветник хорошо развитый, двойной или простой.
Размножается вегетативно с помощью коротких шнуровидных побегов, образующих дочерние розетки (телорез).

## Распространение и экология
Роды семейства распространены в водоёмах тропического и умеренного поясов.

## Значение и применение
Встречаясь в водоёмах большими массами (телорез) и даже в огромных количествах (элодея), водокрасовые заполняют водные бассейны и нарушают хозяйственное использование их, препятствуя рыболовству и судоходству. В то же время значительное скопление органических веществ в самой зелёной массе растений может быть с успехом использовано и местами применяется для хозяйственных целей (на удобрение полей и огородов, корм для некоторых домашних животных, например, свиней).:295—297

## Классификация

### Роды
Полный список родов семейства по данным сайта GRIN. Роды, виды которых произрастают на территории России и сопредельных стран, отмечены звёздочкой (*).
- Apalanthe Planch.
- Appertiella C.D.K.Cook & Triest
- Blyxa Noronha ex Thouars — Бликса
- Egeria Planch. — Эгерия
- Elodea Michx. — Элодея, или Водяная зараза[2]:293, 294 *
- Enhalus Rich. — Энгалус
- Halophila Thouars — Солелюбка
- Hydrilla Rich. — Гидрилла *
- Hydrocharis L. typus[4] — Водокрас *
- Lagarosiphon Harv. — Лагаросифон
- Limnobium Rich. — Лимнобиум
- Najas L. — Наяда *
- Nechamandra Planch.
- Ottelia Pers. — Оттелия *
- Stratiotes L. — Телорез *
- Thalassia Banks ex K.D.Koenig — Талассия
- Vallisneria L. — Валлиснерия *